# Optronix
 (décembre 2020).
Si vous disposez d'ouvrages ou d'articles de référence ou si vous connaissez des sites web de qualité traitant du thème abordé ici, merci de compléter l'article en donnant les références utiles à sa vérifiabilité et en les liant à la section « Notes et références ».
Optronix (Québec) inc. est une société à responsabilité limitée œuvrant dans le secteur de l'informatique, la photographie et photonique élaborant des partenariats avec quelques centres de recherche du milieu universitaire de Montréal. La compagnie se spécialise dans les domaines des applications côté serveur et des technologies adjacents ou sous-jacentes, incluant de manière non limitative, la sécurité informatique, la cryptographie photonique, le développement de méthodes de recherche, de normes d'analyse, de normes de conception, de produits optiques (fibres, cristaux photonique), d'outils de modélisation, de langages de programmation adaptés à l'intelligence artificielle et de protocoles de communication. Elle a siège social à Laval et fut fondée initialement par Eduardo G. A. Catalan and Marc-Andre Gratton. Optronix, inc. est surtout connue pour son logiciel ElectServ(MC) et ses outils de comptabilité. De par la nature de ses activités, Optronix a beaucoup œuvré avec des communautés de logiciel libre et de contenu libre au sens large en proposant bon nombre de normes de standardisation et de sécurité libres de droits.